# Fulton Bank

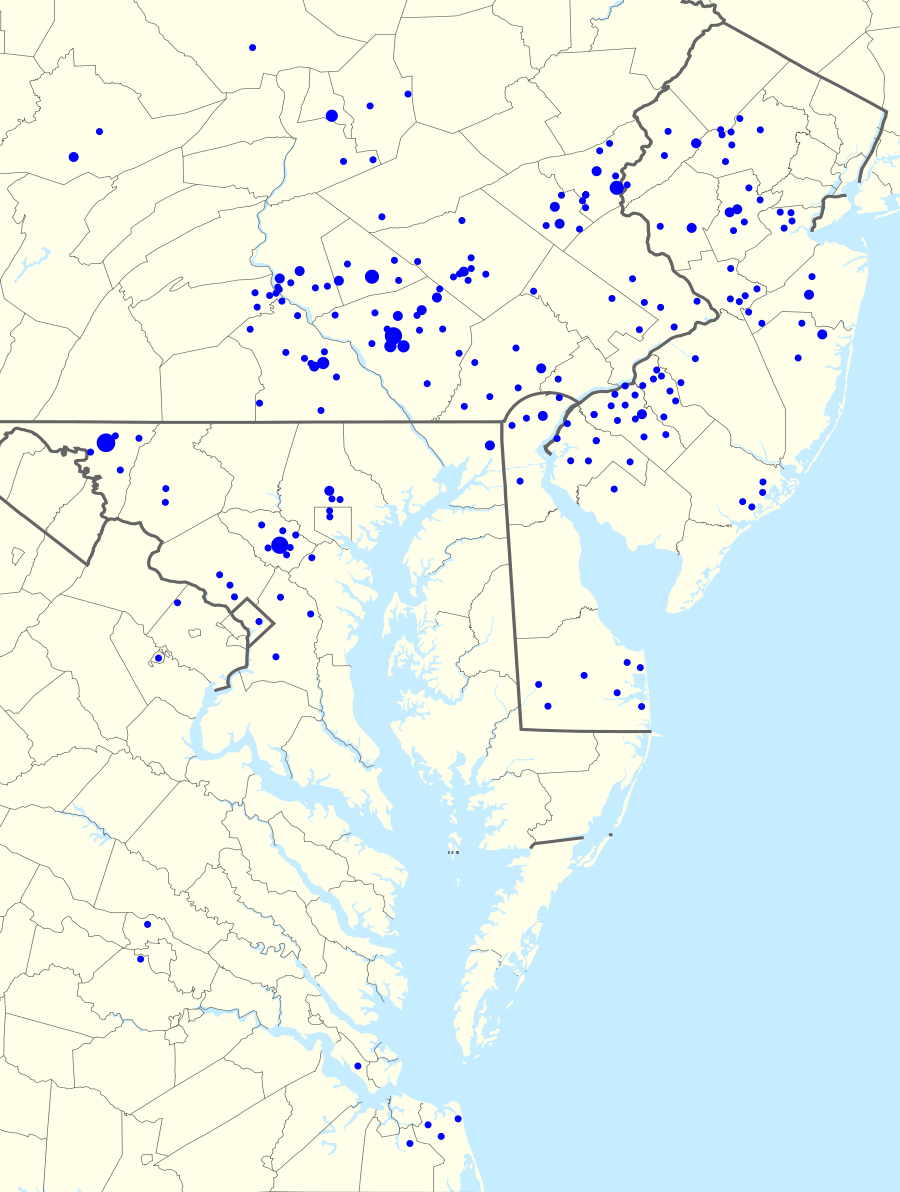
Карта распространения филиалов «Fulton Financial Corporation».

Fulton Bank, NA — американский банк, основанный в 1882 году в качестве дочерней банковской компании. Полностью принадлежит холдинговой компании «Fulton Financial Corporation» по финансовым услугам с штаб-квартирой в округе Ланкастер (штат Пенсильвания). Сегодня «Fulton Bank» в основном является наибольшим источником чистого дохода родительской сети компании.
«Fulton Financial Corporation» имеет филиалы в Пенсильвании, Нью-Джерси, Делавэре, Мериленде и Виргинии. 
Основателями банка стали 6 ведущих бизнесменов Фултона: 
Смит Аткинс, Франк Бидлс, Гильсон Латта, Ира Литтл, Максвелл МакДейд, Боб Уайт. 

## Партнерские банки
Названия партнерских банков:
- «Fulton Bank, NA»,
- «Fulton Bank of New Jersey»,
- «FNB Bank NA»,
- «Swineford National Bank»,
- «The Columbia Bank»,
- «Lafayette Ambassador Bank».

По состоянию на 31 декабря 2008 года «Fulton Bank» проинформировал о 107 своих филиалах с активами более $ 7 млрд.. В основном они работают в Пенсильвании и Вирджинии.

## Другие источники
- Fulton Bank